# Élections municipales brésiliennes de 2020
 (août 2021).
Les élections municipales brésiliennes de 2020 se déroulent les 15 et 29 novembre 2020 afin de renouveler pour quatre ans les membres des conseils municipaux ainsi que les maires des 5 568 municipalités du Brésil. Initialement prévu le 4 octobre, le premier tour est reporté à cause de la pandémie de Covid-19 qui touche durement le pays.
Ces élections sont marquées par une nouvelle poussée électorale des partis de droite, tels que les partis Progressistes, Démocrates ou Républicains, mais aussi par la défaite des candidats soutenus par le président Jair Bolsonaro.
Les partis de gauche et de centre gauche enregistrent principalement des résultats en baisse. Le PDT, le PSB, le PCdoB et le PT perdent des conseillers municipaux et des mairies. Au contraire, le PSOL se renforce. Au total, les partis de gauche et de centre gauche ont gagné moins de 15 % (contre 20 % en 2016) des 5 570 municipalités du pays.
À l'issue de ces élections, moins de 2 % des mairies du Brésil seront dirigées par des noirs et autour de 12 % par des femmes.

## Résultats

### Résultats globaux
| Partis                   | Partis                                           | Votes | %   | +/- | Maires | +/-           | Conseillers | +/-           |
| ------------------------ | ------------------------------------------------ | ----- | --- | --- | ------ | ------------- | ----------- | ------------- |
|                          | Mouvement démocratique brésilien (MDB)           |       |     |     | 784    | 251           | 7335        | 225           |
|                          | Parti progressiste (PP)                          |       |     |     | 685    | 191           | 6346        | 1603          |
|                          | Parti social démocratique (PSD)                  |       |     |     | 654    | 117           | 5694        | 1044          |
|                          | Parti de la social-démocratie brésilienne (PSDB) |       |     |     | 520    | 265           | 4377        | 987           |
|                          | Démocrates (DEM)                                 |       |     |     | 464    | 198           | 4341        | 1436          |
|                          | Parti de la République (PR)                      |       |     |     | 343    | 52            | 3467        | 448           |
|                          | Parti démocratique travailliste (PDT)            |       |     |     | 314    | 17            | 3441        | 329           |
|                          | Parti socialiste brésilien (PSB)                 |       |     |     | 252    | 151           | 3029        | 606           |
|                          | Parti des travailleurs (PT)                      |       |     |     | 183    | 71            | 2 665       | 150           |
|                          | Parti républicain brésilien (PRB)                |       |     |     | 211    | 108           | 2601        | 980           |
|                          | Parti travailliste brésilien (PTB)               |       |     |     | 212    | 42            | 2474        | 590           |
|                          | Citoyenneté (CID)                                |       |     |     | 139    | 32            | 1 585       | 92            |
|                          | Podemos (PODE)                                   |       |     |     | 96     | 67            | 1 528       | 114           |
|                          | Parti social-chrétien (PSC)                      |       |     |     | 116    | 29            | 1 510       | 18            |
|                          | Solidariedade (77)                               |       |     |     | 93     | 33            | 1 348       | 90            |
|                          | Parti social-libéral (PSL)                       |       |     |     | 90     | 60            | 1 205       | 327           |
|                          | En avant                                         |       |     |     | 80     | 68            | 1 054       | 565           |
|                          | Parti vert (PV)                                  |       |     |     | 47     | 41            | 805         | 717           |
|                          | Parti républicain de l'ordre social (PROS)       |       |     |     | 40     | 10            | 754         | 233           |
|                          | Patriota (PATRI)                                 |       |     |     | 48     | 35            | 719         | 420           |
|                          | Parti communiste du Brésil (PCdoB)               |       |     |     | 46     | 34            | 694         | 427           |
|                          | Parti rénovateur travailliste brésilien (PRTB)   |       |     |     | 6      | 3             | 220         | 171           |
|                          | Parti travailliste chrétien (PTC)                |       |     |     | 1      | 15            | 220         | 353           |
|                          | Parti de la mobilisation nationale (PMN)         |       |     |     | 13     | 15            | 200         | 326           |
|                          | Réseau autosuffisant (REDE)                      |       |     |     | 5      | 1             | 144         | 36            |
|                          | Parti social-démocrate chrétien (DC)             |       |     |     | 1      | 7             | 123         | 296           |
|                          | Parti socialisme et liberté (PSOL)               |       |     |     | 4      | 2             | 89          | 33            |
|                          | Parti des femmes brésiliennes (PMB)              |       |     |     | 1      | 2             | 46          | 170           |
|                          | Nouveau Parti (NOVO)                             |       |     |     | 0      | en stagnation | 29          | 25            |
|                          | Parti socialiste des travailleurs unifié (PSTU)  |       |     |     | 0      | en stagnation | 0           | en stagnation |
|                          | Parti de la cause ouvrière (PCO)                 |       |     |     | 0      | en stagnation | 0           | en stagnation |
|                          | Parti communiste brésilien (PCB)                 |       |     |     | 0      | en stagnation | 0           | 1             |
|                          |                                                  |       |     |     |        |               |             |               |
| Votes valides            |                                                  |       |     |     |        |               |             |               |
| Votes blancs et nuls     |                                                  |       |     |     |        |               |             |               |
| Total                    | Total                                            |       | 100 |     |        | en stagnation |             |               |
| Abstention               |                                                  |       |     |     |        |               |             |               |
| Inscrits / participation |                                                  |       |     |     |        |               |             |               |

### Résultats par régions
| Région       | État                | Capitale       | Candidat élu         | Parti | Parti             |
| ------------ | ------------------- | -------------- | -------------------- | ----- | ----------------- |
| Norte        | Amazonas            | Manaus         | David Almeida        |       | En avant          |
| Norte        | Rondônia            | Porto Velho    | Hildon Chaves        |       | PSDB              |
| Norte        | Roraima             | Boa Vista      | Arthur Henrique      |       | MDB               |
| Norte        | Amapá               | Macapá         | Dr. Furlan           |       | Citoyenneté (CID) |
| Norte        | Pará                | Belém          | Edmilson Rodrigues   |       | PSOL              |
| Norte        | Acre                | Rio Branco     | Tião Bocalom         |       | PP                |
| Norte        | Tocantins           | Palmas         | Cinthia Ribeiro      |       | PSDB              |
| Nordeste     | Paraïba             | João Pessoa    | Cícero Lucena        |       | PP                |
| Nordeste     | Bahia               | Salvador       | Bruno Reis           |       | DEM               |
| Nordeste     | Pernambouc          | Recife         | João Henrique Campos |       | PSB               |
| Nordeste     | Ceará               | Fortaleza      | José Sarto           |       | PDT               |
| Nordeste     | Rio Grande do Norte | Natal          | Álvaro Dias          |       | PSDB              |
| Nordeste     | Maranhão            | São Luís       | Eduardo Braide       |       | Podemos           |
| Nordeste     | Alagoas             | Maceió         | João Henrique Caldas |       | PSB               |
| Nordeste     | Piauí               | Teresina       | Dr. Pessoa           |       | MDB               |
| Nordeste     | Sergipe             | Aracaju        | Edvaldo Nogueira     |       | PDT               |
| Centro-oeste | Goiás               | Goiânia        | Maguito Vilela       |       | MDB               |
| Centro-oeste | Mato Grosso         | Cuiabá         | Emanuel Pinheiro     |       | MDB               |
| Centro-oeste | Mato Grosso do Sul  | Campo Grande   | Marquinhos Trad      |       | PSD               |
| Sudeste      | São Paulo           | São Paulo      | Bruno Covas          |       | PSDB              |
| Sudeste      | Rio de Janeiro      | Rio de Janeiro | Eduardo Paes         |       | DEM               |
| Sudeste      | Minas Gerais        | Belo Horizonte | Alexandre Kalil      |       | PSD               |
| Sudeste      | Espírito Santo      | Vitória        | Delegado Pazolini    |       | REP               |
| Sul          | Paraná              | Curitiba       | Rafael Greca         |       | DEM               |
| Sul          | Santa Catarina      | Florianópolis  | Gean Loureiro        |       | DEM               |
| Sul          | Rio Grande do Sul   | Porto Alegre   | Sebastião Melo       |       | MDB               |

### Résultats par Etats

#### Bahia
| Ville             | Maire sortant      | Parti | Parti | Maire élu                      | Parti | Parti        |
| ----------------- | ------------------ | ----- | ----- | ------------------------------ | ----- | ------------ |
| Abaíra            | Diga               |       | PTB   | Diga                           |       | DEM          |
| Abaré             | Fernando Tolentino |       | PT    | Fernando Tolentino             |       | PT           |
| Acajutiba         | Alex Freitas       |       | PMDB  | Alex Freitas                   |       | MDB          |
| Adustina          | Paulo Sergio       |       | PSL   | Paulo Sergio                   |       | PSD          |
| Água Fria         | Manoel Potinha     |       | DEM   | Renan                          |       | PL           |
| Aiquara           | Tam                |       | PP    | Delmar                         |       | PP           |
| Alagoinhas        | Joaquim Neto       |       | DEM   | Joaquim Neto                   |       | PSD          |
| Alcobaça          | Leo Brito          |       | PSD   | Zico de Baiato                 |       | PROS         |
| Almadina          | Milton Cerqueira   |       | PTN   | Milton Cerqueira               |       | Podemos      |
| Amargosa          | Júlio Pinheiro     |       | PT    | Júlio Pinheiro                 |       | PT           |
| Amélia Rodrigues  | Paulo Falcão       |       | PRB   | João Bahia                     |       | PSD          |
| América Dourada   | Rose               |       | PSD   | Joelson                        |       | PL           |
| Anagé             | Elen Zite          |       | PDT   | Rogério de Zinho               |       | PSD          |
| Andaraí           | João Lucio         |       | PSD   | Wilson Cardoso                 |       | PSB          |
| Andorinha         | Renatinho          |       | PP    | Renatinho                      |       | PP           |
| Angical           | Gilsao             |       | DEM   | Mezo                           |       | PP           |
| Anguera           | Fernando           |       | PT    | Mauro Vieira                   |       | PL           |
| Antas             | Sidonio Nilo       |       | PSL   | Sidônio Nilo                   |       | PSB          |
| Antônio Cardoso   | Toinho Santiago    |       | PT    | Lu de Gel                      |       | PP           |
| Antônio Gonçalves | Roberto            |       | PMDB  | Dudu                           |       | PSD          |
| Aporá             | Ivonei             |       | DEM   | Carine de Ataide               |       | PP           |
| Apuarema          | Raival             |       | DEM   | Rogério Costa                  |       | PP           |
| Aracatu           | Sérgio             |       | PSD   | Braulina                       |       | REPUBLICANOS |
| Araças            | Gracinha           |       | PT    | Agamenon Coelho                |       | DEM          |
| Araci             | Silva Neto         |       | PDT   | Keinha                         |       | PDT          |
| Aramari           | Fidel              |       | PMDB  | Fidel                          |       | PP           |
| Arataca           | Katiana de Agenor  |       | PP    | Ferlú Mansur                   |       | PSD          |
| Aratuípe          | Sinho              |       | PMDB  | Antonio Marcos Araujo de Souza |       | PCdoB        |
| Aurelino Leal     | Liu Andrade        |       | PP    | Rodrigo Andrade                |       | PP           |
| Baianópolis       | Jandira Xavier     |       | PSD   | Jandira Xavier                 |       | PSD          |
| Baixa Grande      | Heraldo            |       | PMDB  | Gilvan                         |       | PSD          |
| Banzaê            | Jailma             |       | PT    | Jailma                         |       | PT           |
| Barra             | Deonisio           |       | PSDB  | Artur                          |       | PP           |
| Barra da Estiva   | João de Didi       |       | PTB   | João de Didi                   |       | PP           |
| Barra do Choça    | Adiodato           |       | PSDB  | Oberdan Rocha                  |       | PP           |
| Barra do Rocha    | Professor Léo      |       | PSB   | José Luiz                      |       | PDT          |
| Barreiras         | Zito Barbosa       |       | DEM   | Zito Barbosa                   |       | DEM          |

### Résultats par ville

#### Sao Paulo

##### Élection mayorale
| Partis                   | Partis                                           | Candidats                 | Premier tour | Premier tour | Second tour | Second tour |
| Partis                   | Partis                                           | Candidats                 | Voix         | %            | Voix        | %           |
| ------------------------ | ------------------------------------------------ | ------------------------- | ------------ | ------------ | ----------- | ----------- |
|                          | Parti de la social-démocratie brésilienne (PSDB) | Bruno Covas               | 1 754 013    | 32,85        | 3 169 121   | 59,38       |
|                          | Parti socialisme et liberté (PSOL)               | Guilherme Boulos          | 1 080 736    | 20,24        | 2 168 109   | 40,62       |
|                          | Parti socialiste brésilien (PSB)                 | Márcio França             | 728 441      | 13,64        |             |             |
|                          | Parti républicain brésilien (PRB)                | Celso Russomanno          | 560 666      | 10,50        |             |             |
|                          | Patriota (PATRI)                                 | Arthur do Val Mamãe Falei | 522 210      | 9,78         |             |             |
|                          | Parti des travailleurs (PT)                      | Jilmar Tatto              | 461 666      | 8,65         |             |             |
|                          | Parti social-libéral (PSL)                       | Joice Hasselmann          | 98 342       | 1,84         |             |             |
|                          | Parti social démocratique (PSD)                  | Andrea Matarazzo          | 82 743       | 1,55         |             |             |
|                          | Réseau autosuffisant (REDE)                      | Marina Helou              | 22 073       | 0,41         |             |             |
|                          | Parti communiste du Brésil (PCdoB)               | Orlando Silva             | 12 254       | 0,23         |             |             |
|                          | Parti rénovateur travailliste brésilien (PRTB)   | Levy Fidelix              | 11 960       | 0,22         |             |             |
|                          | Parti socialiste des travailleurs unifié (PSTU)  | Vera                      | 3 052        | 0,06         |             |             |
|                          |                                                  |                           |              |              |             |             |
| Votes valides            | Votes valides                                    | Votes valides             | 5 338 786    | 84,02        | 5 337 230   | 85,84       |
| Votes blancs et nuls     | Votes blancs et nuls                             | Votes blancs et nuls      | 1 015 314    | 15,98        | 880 278     | 14,16       |
| Total                    | Total                                            | Total                     | 6 354 100    | 100          | 6 217 508   | 100         |
| Abstention               | Abstention                                       | Abstention                | 2 632 587    | 29,29        | 2 769 179   | 30,81       |
| Inscrits / participation | Inscrits / participation                         | Inscrits / participation  | 8 986 687    | 70,71        | 8 986 687   | 69,19       |

L'élection est caractérisée par le fort taux de votes blancs et nuls (13,85 %). Le candidat de gauche radicale Guilhermo Boulos crée la surprise en se qualifiant pour le second tour de l'élection.

##### Élection du conseil municipal
| Parti                     | Parti                                            | Voix    | %     | +/-  | Sièges | +/- |
| ------------------------- | ------------------------------------------------ | ------- | ----- | ---- | ------ | --- |
|                           | Parti des travailleurs (PT)                      | 652 924 | 12,76 | 3,14 | 8      | 1   |
|                           | Parti de la social-démocratie brésilienne (PSDB) | 624 065 | 12,20 | 7,03 | 8      | 3   |
|                           | Parti socialisme et liberté (PSOL)               | 444 235 | 8,68  | 5,24 | 6      | 4   |
|                           | Démocrates (DEM)                                 | 439 714 | 8,60  | 3,39 | 6      | 2   |
|                           | Républicains (PRB)                               | 324 787 | 6,35  | 1,53 | 4      | 0   |
|                           | Podemos (PODE)                                   | 267 254 | 5,22  | 2,48 | 3      | 2   |
|                           | Parti social démocratique (PSD)                  | 255 045 | 4,99  | 0,43 | 3      | 1   |
|                           | Mouvement démocratique brésilien (MDB)           | 254 960 | 4,98  | 0,24 | 3      | 1   |
|                           | Patriota (PATRI)                                 | 221 493 | 4,33  | 3,88 | 3      | 1   |
|                           | Nouveau Parti (NOVO)                             | 191 665 | 3,75  | 1,13 | 2      | 1   |
|                           | Parti socialiste brésilien (PSB)                 | 174 769 | 3,42  | 0,26 | 2      | 1   |
|                           | Parti libéral                                    | 166 764 | 3,26  | Nv.  | 2      | 2   |
|                           | Parti social-libéral (PSL)                       | 132 791 | 2,60  | 1,41 | 1      | 1   |
|                           | Parti progressiste (PP)                          | 121 324 | 2,37  | 0,05 | 1      | 0   |
|                           | Parti vert (PV)                                  | 113 596 | 2,22  | 2,15 | 1      | 1   |
|                           | Parti social-chrétien (PSC)                      | 81 037  | 1,58  | 0,49 | 1      | 0   |
|                           | Parti travailliste brésilien (PTB)               | 74 229  | 1,45  | 2,65 | 1      | 1   |
|                           | Parti communiste du Brésil (PCdoB)               | 69 209  | 1,35  | 0,21 | 0      | 0   |
|                           | Autres partis                                    |         | 9,89  |      | 0      |     |
|                           |                                                  |         |       |      |        |     |
| Suffrages exprimés        |                                                  |         |       |      |        |     |
| Votes blancs et invalides |                                                  |         |       |      |        |     |
| Total                     | Total                                            |         | 100   | -    | 55     |     |
| Abstentions               |                                                  |         |       |      |        |     |
| Inscrits / participation  |                                                  |         |       |      |        |     |

#### Recife

##### Élection mayorale
| Candidats                | Candidats                | Partis                                          | Premier tour | Premier tour | Second tour | Second tour |
| Candidats                | Candidats                | Partis                                          | Voix         | %            | Voix        | %           |
| ------------------------ | ------------------------ | ----------------------------------------------- | ------------ | ------------ | ----------- | ----------- |
|                          | João Henrique Campos     | Parti socialiste brésilien (PSB)                | 233 028      | 29,13        | 447 913     | 56,27       |
|                          | Marilia Arraes           | Parti des travailleurs (PT)                     | 223 248      | 27,90        | 348 126     | 43,73       |
|                          | Mendonça Filho           | Démocrates (DEM)                                | 200 551      | 25,07        |             |             |
|                          | Delegada Patricia        | Podemos (PODE)                                  | 112 296      | 14,04        |             |             |
|                          | Carlos Andrade Lima      | Parti social-libéral (PSL)                      | 13 398       | 1,74         |             |             |
|                          | Coronel Feitosa          | Parti social-chrétien (PSC)                     | 9 441        | 1,18         |             |             |
|                          | Charbel Maroun           | Nouveau Parti (NOVO)                            | 3 867        | 0,48         |             |             |
|                          | Thiago Santos            | Unité Populaire                                 | 1 232        | 0,15         |             |             |
|                          | Claudia Ribeiro          | Parti socialiste des travailleurs unifié (PSTU) | 1 190        | 0,15         |             |             |
|                          |                          |                                                 |              |              |             |             |
| Votes valides            | Votes valides            | Votes valides                                   | 798 791      | 86,15        |             |             |
| Votes blancs et nuls     | Votes blancs et nuls     | Votes blancs et nuls                            | 127 105      | 13,85        |             |             |
| Total                    | Total                    | Total                                           | 927 167      | 100          |             |             |
| Abstention               | Abstention               | Abstention                                      | 230 157      | 19,89        |             |             |
| Inscrits / participation | Inscrits / participation | Inscrits / participation                        | 1 157 324    | 80,11        |             |             |

L'élection est caractérisée par le fort taux de votes blancs et nuls (13,85 %).

##### Élection du conseil municipal
|                           |                                                |         |       |      |        |     |
| Parti                     | Parti                                          | Voix    | %     | +/-  | Sièges | +/- |
|                           | Parti socialiste brésilien (PSB)               | 202 018 | 24,86 | 9,33 | 12     | 4   |
|                           | Parti progressiste (PP)                        | 71 034  | 8,74  | 2,68 | 4      | 1   |
|                           | Parti des travailleurs (PT)                    | 57 883  | 7,12  | 1,25 | 3      | 1   |
|                           | Parti social-chrétien (PSC)                    | 54 957  | 6,76  | 0,63 | 3      | 0   |
|                           | Solidariedade (77)                             | 43 537  | 5,36  | 2,37 | 2      | 1   |
|                           | Podemos (PODE)                                 | 42 189  | 5,19  | 5,17 | 2      | 2   |
|                           | Parti socialisme et liberté (PSOL)             | 36 427  | 4,48  | 1,75 | 2      | 1   |
|                           | En avant                                       | 34 003  | 4,18  | 4,16 | 2      | 2   |
|                           | Parti communiste du Brésil (PCdoB)             | 32 008  | 3,94  | 0,81 | 2      | 1   |
|                           | Parti républicain brésilien (PRB)              | 31 604  | 3,89  | 0,98 | 1      | 1   |
|                           | Démocrates (DEM)                               | 31 464  | 3,87  | 2,65 | 1      | 1   |
|                           | Mouvement démocratique brésilien (MDB)         | 31 023  | 3,82  | 1,53 | 1      | 1   |
|                           | Citoyenneté                                    | 28 260  | 3,48  | 0,91 | 1      | 0   |
|                           | Parti rénovateur travailliste brésilien (PRTB) | 24 860  | 3,06  | 3,87 | 1      | 2   |
|                           | Parti social-libéral (PSL)                     | 23 322  | 2,87  | 1,69 | 1      | 0   |
|                           | Parti républicain de l'ordre social (PROS)     | 21 372  | 2,63  | 1,29 | 1      | 0   |
|                           | Autres partis                                  | 45 010  | 5,75  |      | 0      |     |
|                           |                                                |         |       |      |        |     |
| Suffrages exprimés        | Suffrages exprimés                             | 810 971 |       |      |        |     |
| Votes blancs et invalides |                                                |         |       |      |        |     |
| Total                     | Total                                          |         | 100   | -    | 39     |     |
| Abstentions               |                                                |         |       |      |        |     |
| Inscrits / participation  |                                                |         |       |      |        |     |

Plusieurs partis présents lors du scrutin de 2016 ne se sont pas présentés cette fois-ci. 
Le PSB remporte une majorité relative des sièges.